# 邱一帆
邱一帆（1971年—），台灣客家詩人，國立新竹師範學院台灣語言與語文教育研究所畢業，現為苗栗縣南庄鄉南庄國民小學教師，國立中央大學客家語文暨社會科學學系客家研究博士候選人。堅持以客語書寫詩文，創作文類以現代詩為主，致力於客語現代詩的寫作。對於為何會有心創作客語現代詩，邱一帆客語詩集《油桐花下介思念》自序中說：「身為客家人，要來寫感動人心的客家詩」。

## 得獎
其客家詩作曾經入選苗栗縣夢花文學獎、李江卻台語文創作獎、《台灣客語朗讀文章選輯》（教育部）、《天‧光－228台灣本土母語文學選》（國立台灣文學館）、《2012詩行─台灣詩人大會專輯》、＜101年客家語朗讀比賽文章＞、《逗陣寫咱的土地──散文集》、教育部閩客語文學獎」。曾以《拜爺》獲1998年客台語短篇小說比賽第三名、《心靈个菜園》獲2000年客台語散文比賽第一名、作品＜惜：生活三帖＞獲教育部「97用恩兜个母語寫恩兜个文學創作獎」客家語新詩類教師組第2名。以《火焰蟲个季節》獲2008年教育部客家語散文類教師組第1名等。2009獲頒北美客家台灣語言文化基金會＆全美台灣客家文化基金會之「客家台灣文化獎」」。

## 著作

### 客語詩文集
- 《有影》(1999)
- 《田螺》(2000)
- 《油桐花下思念》(2004)
- 《山肚暗夜》(2007)
- 《土地、愛戀、客話》（2015）
- 《阿姆个心事》（2016）
- 《長流水》（2017）
- 《靈魂个故鄉》（2018）
- 《起一堆火在路脣》（2018）
- 《有夢在自家个心肝肚》（2020）

### 客語詩歌文學論集
- 《族群、語言、文學-客語詩歌文學論集》（2012）
- 《詩人、語言、詩歌-客籍作家吳濁流的詩歌表現論集》（2012）

## 外部連結
- 客籍詩人邱一帆新作行銷山城風情- 台灣客家電子報- PChome  （页面存档备份，存于）
- Facebook - 邱一帆